# West Akim
West Akim (West Akyem) jest dystryktem w Regionie Wschodnim Ghany, zajmuje powierzchnię 825 km², populacja w roku 2002 wynosiła 154.154, stolicą dystryktu jest Asamankese.